# 瑞安·哈恩登
瑞安·哈恩登（英語：Ryan Harnden，1986年6月28日—），加拿大男子冰壶运动员。他曾代表加拿大获得2014年冬季奥运会冰壶比赛男子团体金牌。他也在2013年世界男子冰壶锦标赛上获得银牌。